# Anum (Volk)
Die Anum sind ein Volk in Ghana, welche auch Anyimere, Gua, Anum-Boso oder M'Batto genannt werden. 
Ihre Muttersprache ist das Gua.
Diese Ethnie kommt in Ghana vor und wird in den Quellen mit einer Bevölkerungsstärke zwischen 60.200 und 64.000 angegeben.